# Autoroute A16 (Belgique)
Pour les articles homonymes, voir A16.
L'autoroute belge A16 (classée en tant qu'E42) est une courte autoroute qui commence son tracé sur l'A7 à proximité de Valenciennes pour se terminer après 32 km dans les environs de Tournai sur l'A8.

## Description du tracé
|    | Dénomination               | Destinations                                            | BK   |
| -- | -------------------------- | ------------------------------------------------------- | ---- |
|    | Échangeur d'Hautrage       | Autoroute Bruxelles − Mons − Paris                      | 0,0  |
| 26 | Pommerœul                  | Bernissart (Pommerœul), Dour, Saint-Ghislain (Hautrage) | 2,8  |
| 27 | Bernissart N505            | Bernissart (dont Harchies)                              | 7,0  |
| 28 | Blaton N506                | Bernissart (Blaton)                                     | 10,6 |
| 29 | Péruwelz                   | Péruwelz, Leuze-en-Hainaut                              | 16,1 |
|    | Bury (vers Mons)           |                                                         | 17,8 |
|    | Gennotte (vers Tournai)    |                                                         | 19,6 |
| 30 | Maubray N504               | Antoing (Maubray), Tournai (Vezon)                      | 22,8 |
| 31 | Antoing                    | Antoing, Tournai (Gaurain-Ramecroix)                    | 27,0 |
|    | Bourgambray (vers Tournai) |                                                         | 29,9 |
| 32 | Tournai Vaulx              | Tournai, Leuze-en-Hainaut                               | 31,0 |
|    | Échangeur de Tournai       | Autoroute Hal − Tournai − Lille (France)                | 34,9 |

## Galerie d'images

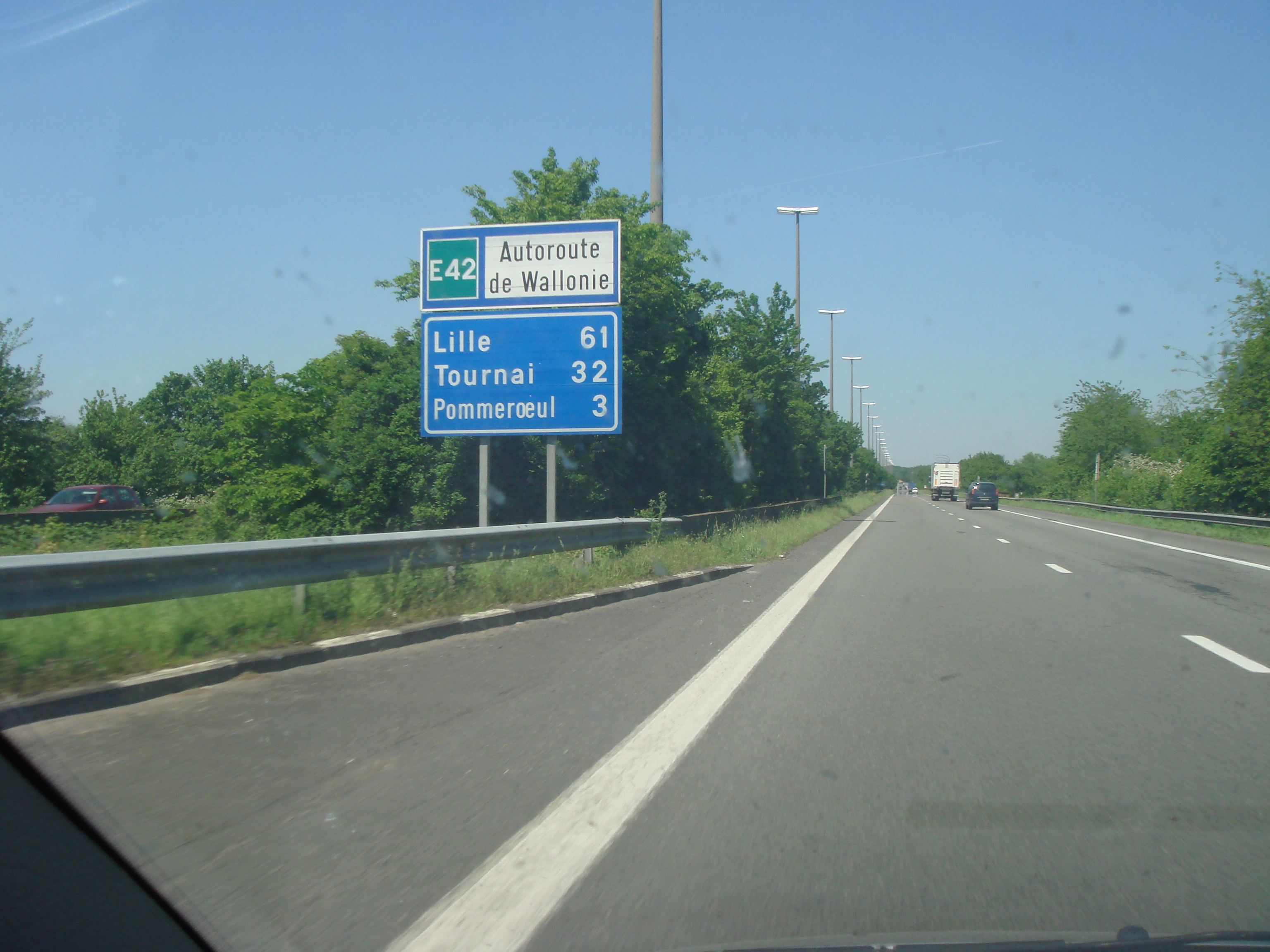
L'A16 avant la sortie de Pommerœul, en direction de Tournai.
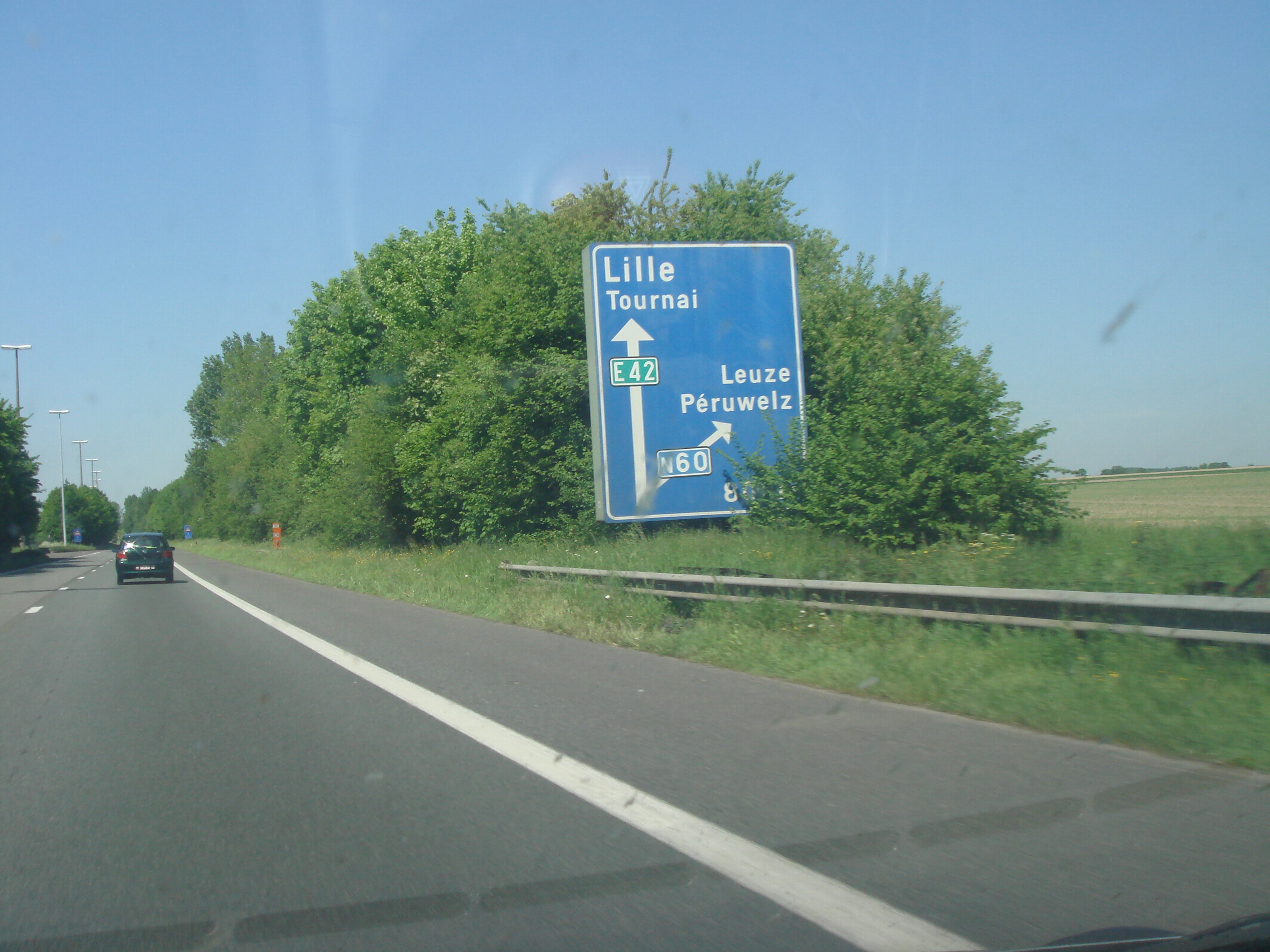
L'autoroute au niveau de Péruwelz, en direction de Tournai.
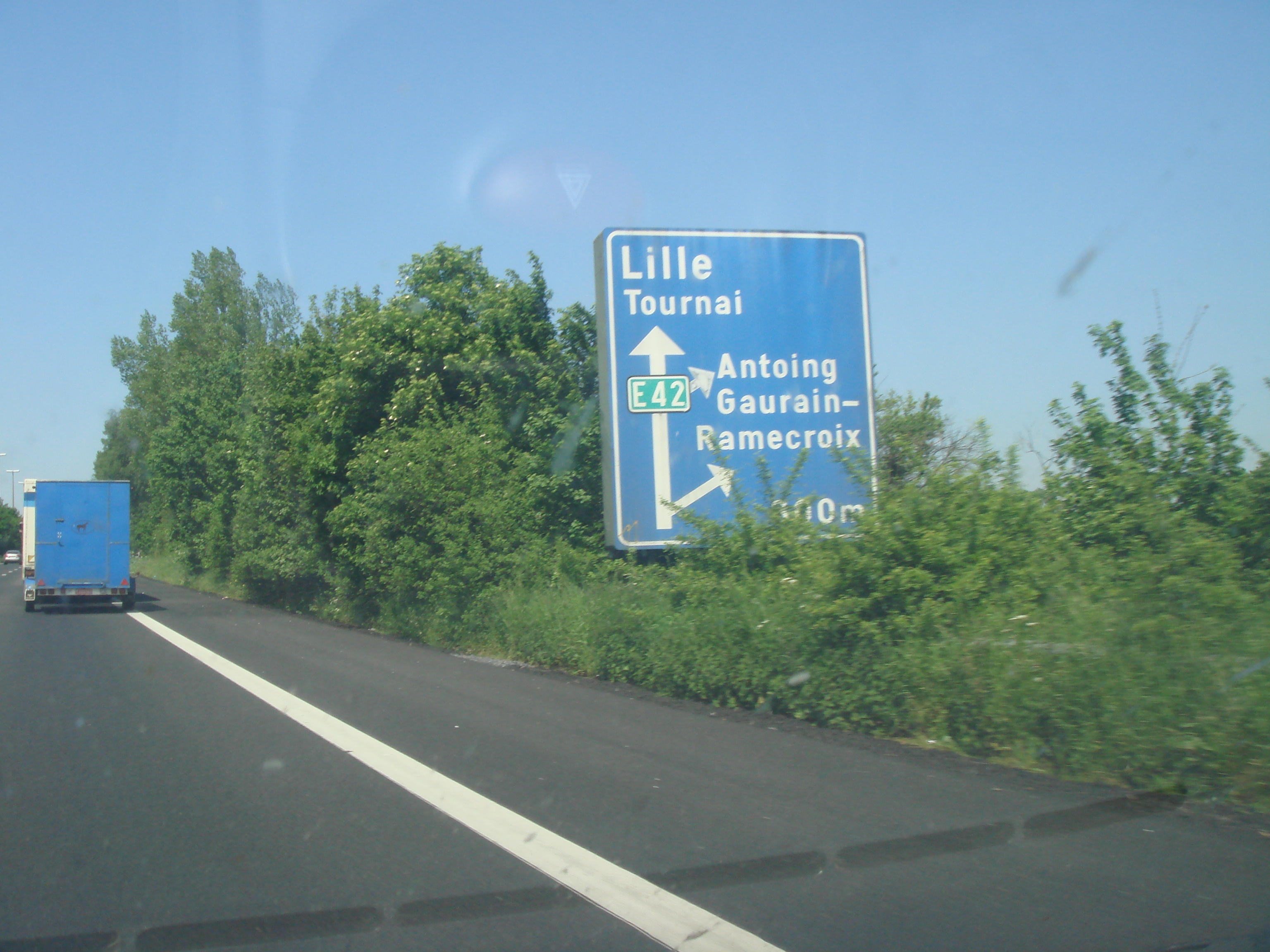
L'A16 au niveau d'Antoing, en direction de Tournai.
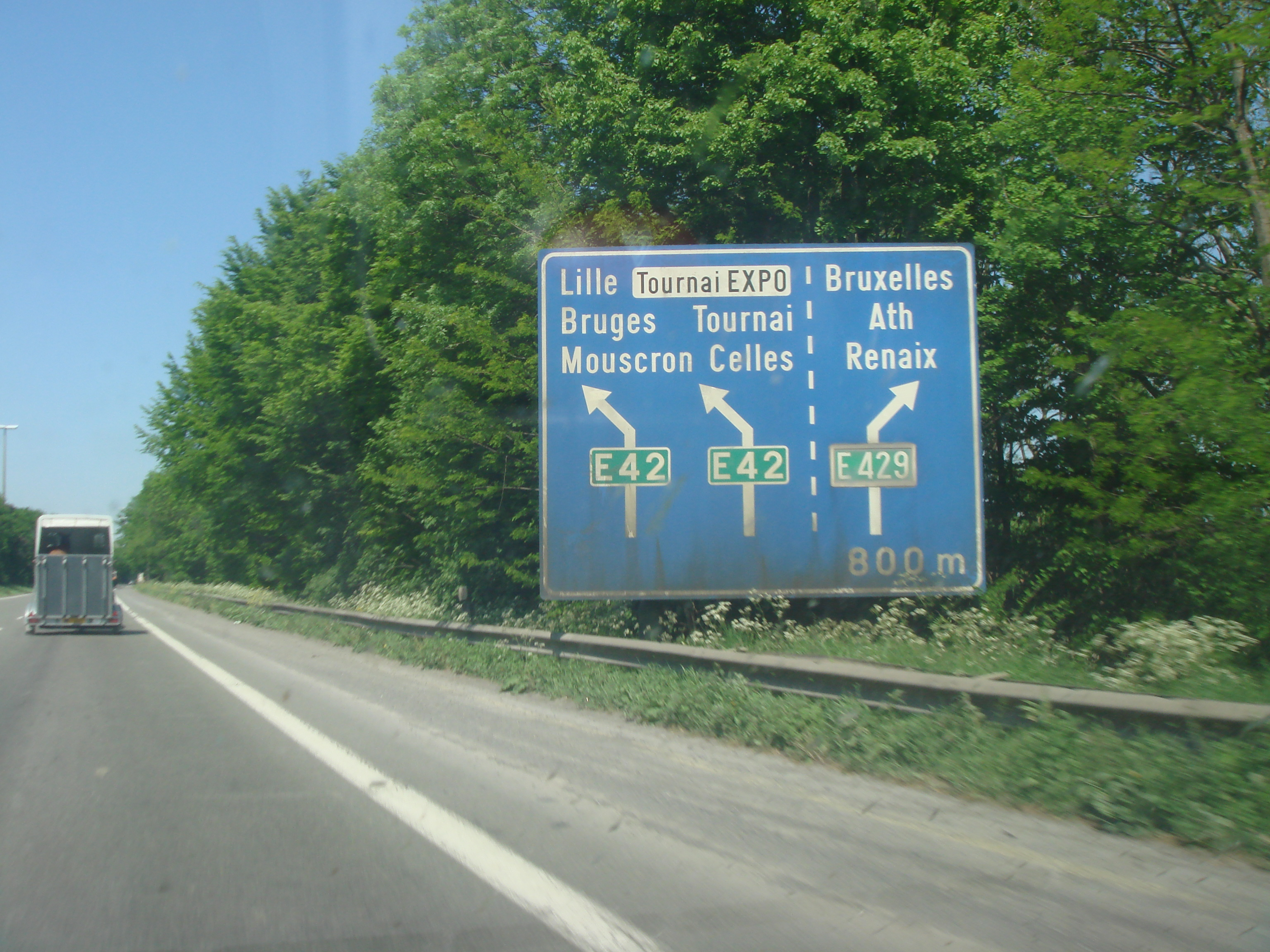
L'autoroute au niveau de l'échangeur de Tournai, intersection avec l'A8.